# Liste der Kulturdenkmäler in Kaltenengers
In der Liste der Kulturdenkmäler in Kaltenengers sind alle Kulturdenkmäler der rheinland-pfälzischen Ortsgemeinde Kaltenengers aufgeführt. Grundlage ist die Denkmalliste des Landes Rheinland-Pfalz (Stand: 27. Oktober 2023).

## Einzeldenkmäler
| Bezeichnung                           | Lage                    | Baujahr                            | Beschreibung                                                                     | Bild                           |
| ------------------------------------- | ----------------------- | ---------------------------------- | -------------------------------------------------------------------------------- | ------------------------------ |
| Hofanlage                             | Fährstraße 18 Lage      | 18. Jahrhundert                    | Fachwerkhaus, teilweise massiv, Walmdach, 18. Jahrhundert, Scheune; Gesamtanlage | Fotos hochladen                |
| Katholische Pfarrkirche St. Sylvester | Hauptstraße 81 Lage     | 1870                               | neugotischer Saalbau, 1870                                                       | weitere Bilder Fotos hochladen |
| Wohnhaus                              | Oberstraße 1 Lage       | 19. Jahrhundert                    | Fachwerkhaus, teilweise massiv, Krüppelwalmdach, 19. Jahrhundert                 | Fotos hochladen                |
| Brunnen                               | Rheinuferstraße         | zweite Hälfte des 19. Jahrhunderts | Brunnen, Gusseisen, Sayner Hütte, zweite Hälfte des 19. Jahrhunderts             | Fotos hochladen                |
| Wohnhaus                              | Rheinuferstraße 17 Lage | 18. Jahrhundert                    | Fachwerkhaus, teilweise massiv, 18. Jahrhundert                                  | Fotos hochladen                |
| Wohnhaus                              | Rheinuferstraße 21 Lage | Ende des 17. Jahrhunderts          | Fachwerkhaus, teilweise massiv, Ende des 17. Jahrhunderts                        | Fotos hochladen                |
| Wohnhaus                              | Rheinuferstraße 25 Lage |                                    | Fachwerkhaus, teilweise massiv, verputzt, Krüppelwalmdach                        | Fotos hochladen                |

## Ehemalige Kulturdenkmäler
| Bezeichnung         | Lage                               | Baujahr | Beschreibung                                                    | Bild            |
| ------------------- | ---------------------------------- | ------- | --------------------------------------------------------------- | --------------- |
| Muttergotteskapelle | südlich des Ortes an der K 65 Lage | 1983    | Muttergotteskapelle, Neubau von 1983; aus Denkmalliste gelöscht | Fotos hochladen |